# Río Tres Pasos
Río Tres Pasos är ett vattendrag i Chile.   Det ligger i regionen Región de Magallanes y de la Antártica Chilena, i den södra delen av landet, 2 000 km söder om huvudstaden Santiago de Chile. Río Tres Pasos ligger vid sjön Lago del Toro.
Trakten runt Río Tres Pasos består i huvudsak av gräsmarker. Trakten runt Río Tres Pasos är nära nog obefolkad, med mindre än två invånare per kvadratkilometer.